# Campeonato Feminino da CONCACAF de 2018
O Campeonato Feminino da CONCACAF de 2018 foi a 10ª edição do torneio organizado pela Confederação de Futebol da América do Norte, Central e Caribe (CONCACAF). Foi realizada nos Estados Unidos entre 4 e 17 de outubro, e serviu como qualificatória para a Copa do Mundo de Futebol Feminino de 2019, na França.
Os Estados Unidos venceram o Canadá por 2–0 na final e conquistaram o título pela segunda vez consecutiva, sendo o oitavo no geral. A Jamaica completou a relação de seleções classificadas para a Copa do Mundo, enquanto o Panamá precisou disputar uma repescagem intercontinental contra uma equipe da América do Sul pela última vaga no mundial.

## Seleções classificadas
| País              | Classificada como                     | Presenças anteriores |
| ----------------- | ------------------------------------- | -------------------- |
| Estados Unidos    | Anfitrião                             | 9                    |
| Canadá            | Automaticamente                       | 9                    |
| México            | Automaticamente                       | 9                    |
| Costa Rica        | Campeão da zona centro-americana      | 7                    |
| Panamá            | Vice-campeão da zona centro-americana | 3                    |
| Jamaica           | Campeão da zona caribenha             | 6                    |
| Trinidad e Tobago | Vice-campeão da zona caribenha        | 10                   |
| Cuba              | 3º colocado da zona caribenha         | 1                    |

## Sedes
A competição foi jogada em três estádios:
| Cary, Carolina do Norte | Edinburg, Texas   | Frisco, Texas      | Cary Edinburg Frisco |
| ----------------------- | ----------------- | ------------------ | -------------------- |
| Sahlen's Stadium        | H-E-B Park        | Toyota Stadium     | Cary Edinburg Frisco |
| Capacidade: 10 000      | Capacidade: 9 735 | Capacidade: 20 500 | Cary Edinburg Frisco |
|                         |                   |                    | Cary Edinburg Frisco |

## Fase de grupos
|  | Equipes classificadas às semifinais |
|  | Equipes eliminadas                  |

Todas as partidas seguem a Zona de Tempo Oriental (UTC−4).

### Grupo A
| Seleção           | P | J | V | E | D | GP | GC | SG  |
| ----------------- | - | - | - | - | - | -- | -- | --- |
| Estados Unidos    | 9 | 3 | 3 | 0 | 0 | 18 | 0  | +18 |
| Panamá            | 6 | 3 | 2 | 0 | 1 | 5  | 5  | 0   |
| México            | 3 | 3 | 1 | 0 | 2 | 4  | 9  | –5  |
| Trinidad e Tobago | 0 | 3 | 0 | 0 | 3 | 1  | 14 | –13 |

| 4 de outubro | Trinidad e Tobago | 0 – 3     | Panamá                               | Sahlen's Stadium, Cary       |
| 17:00        |                   | Relatório | Cox 12' · Rangel 68' · Hernández 89' | Árbitro: JAM Odette Hamilton |

| 4 de outubro | Estados Unidos                                           | 6 – 0     | México | Sahlen's Stadium, Cary          |
| 19:30        | Rapinoe 3', 71' · Ertz 47' · Morgan 57', 80' · Heath 61' | Relatório |        | Árbitro: CAN Carol Anne Chenard |

| 7 de outubro | Panamá | 0 – 5     | Estados Unidos                             | Sahlen's Stadium, Cary      |
| 17:00        |        | Relatório | Mewis 6' · Lloyd 23', 29', 48' · Press 32' | Árbitro: NCA Tatiana Guzmán |

| 7 de outubro | México                                      | 4 – 1     | Trinidad e Tobago | Sahlen's Stadium, Cary   |
| 19:30        | Corral 33', 62' · Johnson 55' · Sánchez 71' | Relatório | Cato 50' (pen)    | Árbitro: SLV Mirian León |

| 10 de outubro | Panamá                 | 2 – 0     | México | Sahlen's Stadium, Cary             |
| 17:00         | Riley 47' · Cedeño 85' | Relatório |        | Árbitro: CAN Marie-Soleil Beaudoin |

| 10 de outubro | Trinidad e Tobago | 0 – 7     | Estados Unidos                                                       | Sahlen's Stadium, Cary       |
| 19:30         |                   | Relatório | Morgan 9', 50' · Lavelle 41', 43' · Dunn 45' · Horan 49' · Heath 58' | Árbitro: JAM Odette Hamilton |

### Grupo B
| Seleção    | P | J | V | E | D | GP | GC | SG  |
| ---------- | - | - | - | - | - | -- | -- | --- |
| Canadá     | 9 | 3 | 3 | 0 | 0 | 17 | 1  | +16 |
| Jamaica    | 6 | 3 | 2 | 0 | 1 | 10 | 2  | +8  |
| Costa Rica | 3 | 3 | 1 | 0 | 2 | 9  | 4  | +5  |
| Cuba       | 0 | 3 | 0 | 0 | 3 | 0  | 29 | –29 |

| 5 de outubro | Costa Rica                                                                                         | 8 – 0     | Cuba | H-E-B Park, Edinburg            |
| 17:00        | Herrera 4' · Chinchilla 5', 45+1' · F. Sánchez 19' · S. Cruz 33', 38' · Barrantes 82' (pen), 90+2' | Relatório |      | Árbitro: USA Ekaterina Koroleva |

| 5 de outubro | Canadá          | 2 – 0     | Jamaica | H-E-B Park, Edinburg          |
| 19:30        | Prince 33', 80' | Relatório |         | Árbitro: MEX Francia González |

| 8 de outubro | Jamaica  | 1 – 0     | Costa Rica | H-E-B Park, Edinburg        |
| 17:00        | Shaw 46' | Relatório |            | Árbitro: HON Melissa Borjas |

| 8 de outubro | Cuba | 0 – 12    | Canadá | H-E-B Park, Edinburg        |
| 19:30        |      | Relatório | Leon 11', 23', 55', 59' · Huitema 13', 37', 52', 71' · Rose 25' · Quinn 56' · Sinclair 63' · Matheson 72' | Árbitro: TRI Crystal Sobers |

| 11 de outubro | Cuba | 0 – 9     | Jamaica                                                                                            | H-E-B Park, Edinburg        |
| 18:30         |      | Relatório | Shaw 2' · Brown 26', 38', 72' · Campbell 30', 75' · Blackwood 50' (pen) · Chang 64' · Sweatman 82' | Árbitro: TRI Crystal Sobers |

| 11 de outubro | Costa Rica        | 1 – 3     | Canadá                                 | H-E-B Park, Edinburg        |
| 21:00         | G. Villalobos 73' | Relatório | Beckie 25' · Prince 40' · Sinclair 57' | Árbitro: MEX Lucila Venegas |

## Fase final
|  | Semifinais             | Semifinais             |   |                        | Final                  | Final |  |
|  |                        |                        |   |                        |                        |       |  |
|  | 14 de outubro – Frisco |                        |   |                        |                        |       |  |
|  | Panamá                 | 0                      |   |                        |                        |       |  |
|  | Canadá                 | 7                      |   |                        |                        |       |  |
|  |                        |                        |   |                        |                        |       |  |
|  |                        |                        |   |                        | 17 de outubro – Frisco |       |  |
|  |                        |                        |   |                        | Canadá                 | 0     |  |
|  |                        | Estados Unidos         | 2 |                        |                        |       |  |
|  |                        |                        |   |                        |                        |       |  |
|  |                        |                        |   |                        |                        |       |  |
|  |                        |                        |   |                        | Terceiro lugar         |       |  |
|  | 14 de outubro – Frisco | 14 de outubro – Frisco |   | 17 de outubro – Frisco | 17 de outubro – Frisco |       |  |
|  | Estados Unidos         | 6                      |   | Panamá (pen)           | 2 (2)                  |       |  |
|  | Jamaica                | 0                      |   |                        | Jamaica                | 2 (4) |  |

### Semifinal
| 14 de outubro | Panamá | 0 – 7     | Canadá                                                                   | Toyota Stadium, Frisco       |
| 16:00         |        | Relatório | Sinclair 44', 49' · Fleming 47' · Beckie 58' · Quinn 63' · Leon 76', 78' | Árbitro: JAM Odette Hamilton |

| 14 de outubro | Estados Unidos                                                  | 6 – 0     | Jamaica | Toyota Stadium, Frisco        |
| 19:00         | Heath 2', 29' · Rapinoe 15' · Ertz 21' · Morgan 33', 84' (pen.) | Relatório |         | Árbitro: MEX Francia González |

### Disputa pelo 3º lugar
| 17 de outubro | Panamá                  | 2 – 2 (pro) | Jamaica              | Toyota Stadium, Frisco          |
| 16:00         | Mills 74' · Cedeño 115' | Relatório   | Shaw 14' · Brown 95' | Árbitro: CAN Carol Anne Chenard |

|                                |       | Penalidades                      |  |
| Pinzón Hernández Cedeño Rangel | 2 – 4 | Blackwood Shim Chang Bond-Flasza |  |

### Final
| 17 de outubro | Canadá | 0 – 2     | Estados Unidos          | Toyota Stadium, Frisco      |
| 19:00         |        | Relatório | Lavelle 2' · Morgan 89' | Árbitro: MEX Lucila Venegas |

## Premiações
| Campeonato Feminino da CONCACAF de 2018 |
| Estados Unidos                          |
| --------------------------------------- |
| ESTADOS UNIDOS Campeão (8.º título)     |

Os seguintes prêmios individuais foram concedidos após a conclusão do torneio:
| Bola de Ouro   | Chuteira de Ouro         | Luva de Ouro      | Jogadora Jovem | Fair Play      |
| -------------- | ------------------------ | ----------------- | -------------- | -------------- |
| USA Julie Ertz | USA Alex Morgan (7 gols) | PAN Yenith Bailey | JAM Jody Brown | Estados Unidos |